# Symphyodon weymouthioides
Symphyodon weymouthioides là một loài rêu trong họ Daltoniaceae. Loài này được Cardot & Thér. mô tả khoa học đầu tiên năm 1911.